# Oldendorf (Esens)
Oldendorf ist ein Ortsteil der ehemaligen Gemeinde Bensersiel, die jetzt zur Stadt Esens gehört. Der Ort liegt im Landkreis Wittmund, Niedersachsen.
Im Mittelalter war Oldendorf ein Kirchdorf und lag etwa 300 m vor der heutigen Deichlinie. Im Stader Copiar wird Oldendorf 1420 noch als Kirchort erwähnt, auch in Dokumenten zum Kloster Marienkamp in Esens erscheint der Name noch 1431. In der Sturmflut von 1570 soll das Dorf zerstört worden sein. Der Rest des Kirchspiels wurde der Kirche in Esens zugeschlagen. Im 1938 gebaggerten Außentief von Bensersiel wurden Keramikscherben und Kirchenbaumaterialien gefunden, die eine Besiedlung dieser Stelle seit Christi Geburt bis in die frühe Neuzeit belegen. Bei den Kirchenbaumaterialien handelt es sich um Findlingsblöcke, Klosterformatziegelsteine und Dachziegel, wie sie in der Region für romanische Kirchen üblich sind.